# Karáčí
Karáčí (urdsky کراچی‎, sindhsky ڪراچي‎) je největší město v Pákistánu, hlavní město provincie Sindh. Je dvanáctým největším městem na světě, žije v něm přes 20 milionů obyvatel. Leží v jižním části země na pobřeží Arabského moře a v letech 1947–1959 bylo hlavním městě celého státu. Jako globální město je hlavním průmyslovým a finančním centrem Pákistánu, jeho odhadované HDP činilo v roce 2021 více než 200 miliard amerických dolarů (PPP). Karáčí je jako metropolitní město je považováno za nejkosmopolitnější město Pákistánu; patří mezi jazykově, etnicky a nábožensky nejrozmanitější oblasti země a mezi nejpokrokovějších a sociálně nejliberálnějších měst v zemi.
Oblast byla osídlena po tisíciletí, ale formálně bylo město založeno jako opevněná vesnice Kuláčí až v roce 1729. Význam osady výrazně vzrostl s příchodem Východoindické společnosti v polovině 19. století. Britští správci zahájili rozsáhlé projekty na přeměnu města ve velký námořní přístav a jeho napojení na rozsáhlou železniční síť Indického subkontinentu. V době vyhlášení nezávislosti Pákistánu v roce 1947 zde žilo odhadem 400 tisíc obyvatel a Karáčí bylo největším městem v Sindhu. Poté město zaznamenalo dramatickou populační a demografickou změnu s příchodem statisíců muslimských přistěhovalců z Indie, což bylo spojeno s odchodem většiny hindských obyvatel.
Po získání nezávislosti Pákistánu zažilo město rychlý hospodářský růst, který přilákal migranty z celé země i z dalších oblastí jižní Asie. Podle sčítání lidu v roce 2023 mělo Karáčí celkem 20,3 milionu obyvatel. Karáčí je jedním z nejrychleji rostoucích měst na světě a žijí v něm významné komunity zastupující téměř všechny etnické skupiny v Pákistánu. V Karáčí žijí více než dva miliony bengálských přistěhovalců, milion afghánských uprchlíků a až 400 tisíc Rohingů z Myanmaru.
Karáčí je hlavním pákistánským průmyslovým a finančním centrem. Hodnota oficiální ekonomiky města se v roce 2021 odhadovala na 190 miliard amerických dolarů, což je největší hodnota v zemi. Karáčí vybírá 35 % pákistánských daňových příjmů a vytváří přibližně 25 % celého pákistánského HDP. Zhruba 30 % pákistánské průmyslové výroby pochází z Karáčí a zdejší přístavy odbavují asi 95 % pákistánského zahraničního obchodu. Přibližně 90 % nadnárodních korporací a všechny banky působící v Pákistánu má sídlo v Karáčí. Karáčí je také dopravním uzlem; nacházejí se zde dva největší pákistánské námořní přístavy, Karáčí a Kásim, a také nejrušnější pákistánské Mezinárodní letiště Džinnáh. Karáčí je také považováno za hlavní město pákistánské módy a od roku 2009 se zde každoročně koná Karáčí Fashion Week.
Karáčí, které bylo v 60. a 70. letech 20. století díky svému rušnému nočnímu životu známé jako „město světel“, bylo v 80. letech 20. století, kdy sem byly ve velkém měřítku dovezeny zbraně během sovětsko-afghánské války, zasaženo ostrým etnickým, sektářským a politickým konfliktem. Ve městě byla vysoká míra násilné kriminality, nicméně počet zaznamenaných trestných činů prudce poklesl po zásahu proti zločincům, politické straně MQM a islamistickým militantům, který v roce 2013 zahájili pákistánští rangers (federální bezpečností složka). Díky této operaci kleslo Karáčí z 6. místa v celosvětovém žebříčku městské kriminality (rok 2014) na 128. místo (rok 2022).

## Historie
Oblast, kde se dnes nachází město Karáčí, byla známá již v době tažení Alexandra Velikého, který se přes údolí Sindh vracel zpět do Babylónu.
V roce 712 vedl Muhammad bin Kásim trestnou výpravu proti Sindhu, což vedlo k pádu tamní dynastie. Kásimovi se podařilo obsadit několik důležitých měst včetně přístavu Debul, který se nacházel nedaleko dnešního Karáčí.
V 18. století si arabští obchodníci z Maskatu a Bahrajnu, přijíždějící za obchodem do Indie, vybrali jako svůj přístav malou vesničku s názvem Kuláčí.
Kuláčí se za několik let změnila v obchodní přístav. Kolem města byly postaveny hradby a z Maskatu byla přivezena děla na jeho ochranu. Do města se vstupovalo dvěma branami. První brána je ve směru od moře. Druhá brána je ve směru od řeky.
Do roku 1795 byl přístav součástí knížectví Kalát. Toto knížectví co do území zahrnovalo oblast dnešního Balúčistánu a právě také oblast Sindhu, kde se nacházel přístav Karáčí. Vládce Kalátu vedl s ostatními knížaty v údolí Sinhu válku ve které prohrál a o přístav přišel. Karáčí se pak dále rozvíjelo a jeho populace rostla až do roku 1839, kdy město osadila britská armáda. O tři roky později se přístav oficiálně stal součástí britského zámořského území.
V roce 1857 vypuklo indické povstání za nezávislost a Karáčí padlo do rukou povstalců. Angličané však město dobyli zpět.
V roce 1876 se v Karáčí narodil pozdější Velký vůdce a zakladatel Pákistánu Muhammad Alí Džinnáh. V té době již bylo Karáčí moderním městem. Nacházelo se zde železniční spojení, úřady a kulturní instituce. Stavěly se budovy v britském koloniálním stylu, které přetrvaly až do dnešních dob. Nyní slouží jako úřady nebo hotely pro turisty. V roce 1899 bylo Karáčí největším překladištěm obilí na světě. V roce 1936 se Karáčí stalo hlavním městem provincie Sindh.
V roce 1947 vznikl stát Pákistán a Karáčí se stalo jeho hlavním městem. V té době zde žilo pouze 400 000 obyvatel, ale posléze díky novému statusu se jeho populace začala rychle navyšovat. Nyní je Karáčí největším městem Pákistánu.
Nacházejí se zde průmyslové objekty jako jsou válcovny, rafinerie, textilky, jaderná elektrárna, loděnice a mezinárodní letiště Džinnáh, největší letiště v Pákistánu. Ze vzdělávacích zařízení lze jmenovat lékařskou akademii. V roce 1951 zde bylo zřízeno arcibiskupství. Nachází se zde také hrobka Muhammada Alí Džinnáha.

## Partnerská města
- Džidda, Saúdská Arábie
- Houston, Spojené státy americké
- Istanbul, Turecko
- Smyrna, Turecko
- Paříž, Francie
- Port Louis, Mauricius
- Šanghaj, Čína
- Taškent, Uzbekistán